# Adzeu Yapo Jacky
Adzeu Yapo Jacky Ulrich (né le 26 mars 1998) est un athlète ivoirien.

## Biographie
En juin 2024, il est médaillé de bronze du relais 4 × 100 mètres aux Championnats d'Afrique d'athlétisme 2024 à Douala.

## Palmarès
| Date | Compétition                       | Lieu   | Résultat | Épreuve   | Temps                    |
| ---- | --------------------------------- | ------ | -------- | --------- | ------------------------ |
| 2019 | Jeux africains                    | Rabat  | 8e       | 4 × 100 m | 40 s 51                  |
| 2024 | Championnats d'Afrique de l'Ouest | Accra  | 2e       | 4 × 100 m | 39 s 92                  |
| 2024 | Championnats d'Afrique de l'Ouest | Accra  | 3e       | 200 m     | 21 s 31                  |
| 2024 | Championnats d'Afrique            | Douala | 3e       | 4 × 100 m | Participation aux séries |

## Records
| Épreuve | Marque  | Lieu             | Date            |
| ------- | ------- | ---------------- | --------------- |
| 100 m   | 10 s 45 | Lausanne         | 27 juillet 2024 |
| 200 m   | 21 s 04 | Cergy-Pontoise   | 25 juin 2023    |
| 400 m   | 48 s 36 | Thonon-les-Bains | 19 juin 2022    |